# Diocèse de Cerignola-Ascoli Satriano
Le diocèse de Cerignola-Ascoli Satriano (en latin : Diœcesis Ceriniolensis-Asculana Apuliae ; en italien : Diocesi di Cerignola-Ascoli Satriano) est un diocèse de l'Église catholique en Italie, suffragant de l'archidiocèse de Foggia-Bovino et appartenant à la région ecclésiastique des Pouilles.

## Territoire
Le diocèse est situé dans une partie de la province de Foggia, les autres parties de cette province étant partagées par les diocèses de San Severo, de Manfredonia-Vieste-San Giovanni Rotondo, de Lucera-Troia et de l'archidiocèse de Foggia-Bovino ainsi que par une petite partie du diocèse d'Ariano Irpino-Lacedonia. Son territoire couvre une superficie de 1 327 km2 divisé en 34 paroisses. Le siège épiscopal est à Cerignola où se trouve la cathédrale de saint Pierre apôtre. La cathédrale de la Nativité de la Vierge d'Ascoli Satriano, qui a le rang de cocathédrale, garde le souvenir de l'ancien diocèse.

## Histoire

### Diocèse d'Ascoli Satriano
Le diocèse d'Erdonia (it) est probablement érigé au IVe siècle, bien que la tradition suggère que saint Léon était évêque de ce lieu au IIe siècle. Le premier et unique évêque historiquement documenté est Saturnin, présent au concile de Rome de 499. Aucun des évêques de ce siège n'est présent aux autres conciles de 501 et 502 ordonnés par le pape Symmaque ; indice de la crise traversé par le diocèse d'Erdonia, pour lesquels il n'existe aucune autre information. Il est probable que son territoire est intégré à celui du diocèse d'Eca (it). Ce n'est qu'à partir du IXe siècle que son territoire peut ressusciter après l'invasion des Lombards, des Sarrasins et de la lutte sanglante pour la domination sur la région entre les Lombards du duché de Bénévent et les Byzantins.
Dès la première annexion au duché de Bénévent en 668, l'église d'Erdonia est soumise à Ascoli Satriano dont le territoire passe sous la juridiction des évêques de Bénévent, qui voient leurs droits confirmés par les empereurs Louis II d'Italie en 866 et Charles II le Chauve en 875. Ces décisions sont confirmées par les papes, à partir de la bulle du pape Formose de 893, reprise par celles des papes Marin II (943) et Jean XII (956). 
En 969, le pape Jean XIII élève Bénévent au rang de siège métropolitain et accorde à l'archevêque de consacrer ses évêques suffragants, dont celui d'Ascoli Satriano. Cependant, aucun évêque d'Ascoli n'est connu avant le siècle suivant. La ville étant au centre d'une lutte acharnée entre les Lombards et les Byzantins, auxquels s'ajoutent les Normands. La paix est instaurée en 1041 avec la naissance du duché normand d'Ascoli.
Le premier évêque connu d'Ascoli Satriano est un homme anonyme qui est déposé par le pape Alexandre II en mars 1067 pour irrégularité lors de son élection. Son successeur est Lupus Protospatharius, auteur du Chronicon rerum in regno Neapolitano gestarum (it), document lié aux événements politiques et religieux de l'époque. Nous connaissons les noms de quelques évêques des XIIe siècle et XIIIe siècle, dont Risando et Sikenolfo, qui signent des décrets respectivement en 1107 et 1123, et Giovanni, qui prend part au troisième concile du Latran de 1179.
Ascoli Satriano était le siège de plusieurs couvents religieux : un de bénédictins (1093) ; un couvent d'hommes (1300) et un de femmes (1818) de l'ordre de Saint Augustin, un de frères mineurs conventuels (1399) et un de frères mineurs (1623).
La cathédrale primitive de Santa Maria del Principio est détruite par un tremblement de terre et remplacée en 1455 par l'église franciscaine élevée à la dignité de la cathédrale par une bulle du pape Calixte III du 24 septembre et dédiée à la Nativité de Marie.
En 1648, l'évêque Pirro Luigi Castellomata érige dans l'église de l'Annunziata, hors des murs de la ville, un collège de formation de clercs. Au siècle suivant, l'évêque Giuseppe Campanile (1737-1771) jette les bases de la construction d'un bâtiment plus approprié pour accueillir le séminaire diocésain. Au XVIIe siècle, plusieurs confréries caritatives voient le jour.

### Diocèse de Cerignola
L'église de San Pietro di Cerignola est attestée pour la première fois en 1225 dans un ancien manuscrit publié dans le Codice diplomatico barese. En 1255, est mentionné le premier archiprêtre cerignolais, Alferio, qui prête serment aux archevêques de Bari et de Canosa. En 1323, l'archiprêtre et le clergé sont toujours sous la juridiction du prévôt de Canosa. 
Une bulle du pape Calixte III du 30 avril 1455 fait explicitement référence à Cidonola nullius doecesis, indiquant l'indépendance de l'archiprêtré de Cerignola vis-à-vis de l'autorité épiscopale et sa soumission directe au Saint-Siège. Le même titre d'archiprêtré nullius est documenté par une visite pastorale effectuée en 1580 par Gaspare Cenci, évêque de Melfi et Rapolla. La ville et son territoire comprenaient différents instituts religieux : jésuites, augustins, carmes, franciscains et dominicains.
Selon les privilèges accordés par Jules II et Paul IV, les archiprêtres assument des fonctions épiscopales, à l'exception du pouvoir de l'ordre, n'étant pas évêques consacrés. Ils devaient être originaires de Cerignola et faire partie du chapitre de la collégiale de San Pietro. 

### Diocèse de Cerignola-Ascoli Satriano
Le 14 juin 1819, par la bulle Quamquam per Nuperrimam du pape Pie VII, l'archiprêtré nullius de Cerignola est élevée au rang de diocèse et simultanément réuni aeque principaliter au diocèse d'Ascoli Satriano. L'église paroissiale de San Pietro devient cathédrale du nouveau diocèse, constitué uniquement de la municipalité de Cerignola et fait suffragant de l'archidiocèse de Bénévent.
Antonio Maria Nappi, ancien évêque d'Ascoli Satriano en mai 1818, est nommé par Pie VII le 20 juillet 1819, comme premier évêque des diocèses unis. En 1824, il organise un premier synode diocésain pour l'organisation de ses deux diocèses.
Leonardo Todisco Grande, évêque de 1849 à 1872, fait partie des évêques les plus importants du XIXe siècle. Il produisit de nombreux : édits, notifications, lettres pastorales, relations ad Limina, et un synode, célébré en 1853, visant à une formation chrétienne intégrale. Il restaure le palais épiscopal et la cathédrale d'Ascoli Satriano, et reconstruit le séminaire auquel le tremblement de terre du 14 août 1851 avait causé de graves dommages. En 1873, la construction de la nouvelle cathédrale de Cerignola commence, remplaçant l'ancienne église de San Pietro. Le nouveau bâtiment est achevé en 1934.
Par décret de la congrégation des évêques du 14 janvier 1958, obligation est donnée aux évêques de résider six mois par an à Ascoli Satriano et six mois à Cerignola, et d'avoir dans chacune des villes épiscopales une curie diocésaine. Ces dispositions révoquent celles établies le 19 novembre 1949, qui avaient donné aux évêques la possibilité de s'établir à Ascoli Satriano.
Le 30 avril 1979, les diocèses unis d'Ascoli Satriano et de Cerignola sont intégrés à la nouvelle province ecclésiastique de l'archidiocèse de Foggia par la bulle Sacrorum Antistites du pape Jean-Paul II. Le 25 mai 1983, à la suite du décret De animarum de la congrégation pour les évêques, le diocèse d'Ascoli Satriano acquiert la ville de Rocchetta Sant'Antonio du diocèse de Lacedonia. Le 30 septembre 1986, par le décret Instantibus votis de la même congrégation pour les évêques, les deux sièges sont pleinement unis et la nouvelle circonscription ecclésiastique prend son nom actuel.
Le 24 juillet 2007, un musée est inauguré à Ascoli Satriano dans les locaux de l'ancien monastère de Santa Maria del Popolo. Il comprend le musée du diocèse de Cerignola-Ascoli Satriano et le musée civil archéologique Pasquale Rosario de la municipalité d'Ascoli Satriano.

## Sources
- http://www.catholic-hierarchy.org